# جهان آرا (فیلم)
جهان آرا (به هندی: Jahan Ara) فیلمی هندی محصول سال ۱۹۶۴ و به کارگردانی وینود کومار است. در این فیلم بازیگرانی همچون پریتویراج کاپور، بهارات بوشان، مالا سینها، شاشیکالا، اوم پراکاش، آچالا ساچدف و آریونا ایرانی ایفای نقش کرده‌اند. این فیلم به زندگی شاه جهان و فرزندش جهان‌آرا بیگم می‌پردازد.